# レヴネソヴィア
レヴネソヴィア（学名: Levnesovia 「レヴ・ネソヴ（人名）」の意味）は、ウズベキスタンの後期白亜紀ビセクティ層から産出したイグアノドン類の恐竜の属。レヴネソヴィアはバクトロサウルスに近縁だった。模式種レヴネソヴィア・トランソシアナの一種のみ知られている。属名はロシアの古生物学者レヴ・ネソヴに敬意を表しており、種小名は古代地域トランスオクシアナを意味する。レヴネソヴィアは頭蓋骨の断片的な化石のみ知られており、全長は約2メートルに達したと考えられる。化石が断片的なため正確な大きさは不明。レヴネソビア、レブネソビア等とも表わされる。